# Barbus pagenstecheri
Barbus pagenstecheri är en fiskart som beskrevs av Fischer, 1884. Barbus pagenstecheri ingår i släktet Barbus och familjen karpfiskar. IUCN kategoriserar arten globalt som otillräckligt studerad. Inga underarter finns listade.